# ブレット・マーティン (野球)
ブレット・ライアン・マーティン（Brett Ryan Martin, 1995年4月28日 - ）は、アメリカ合衆国テネシー州ハンブレン郡モリスタウン出身のプロ野球選手（投手）。左投左打。現在は、フリーエージェント（FA）。

## 経歴
2014年のMLBドラフト4巡目（全体126位）でテキサス・レンジャーズから指名され、プロ入り。契約後、傘下のルーキー級アリゾナリーグ・レンジャーズでプロデビュー。15試合（先発6試合）に登板して1勝4敗1セーブ、防御率5.40、39奪三振を記録した。
2015年はA級ヒッコリー・クロウダッズでプレーし、20試合（先発18試合）に登板して5勝6敗、防御率3.49、72奪三振を記録した。
2016年はルーキー級アリゾナリーグ・レンジャーズ、A級ヒッコリー、A+級ハイデザート・マーベリックスでプレーし、3球団合計で17試合に先発登板して4勝4敗、防御率4.41、70奪三振を記録した。オフにはアリゾナ・フォールリーグに参加し、サプライズ・サグアロスに所属した。
2017年はA+級ダウンイースト・ウッドダックスでプレーし、26試合に先発登板して4勝8敗、防御率4.70、90奪三振を記録した。オフの11月20日にはルール・ファイブ・ドラフトでの流出を防ぐために40人枠入りした。
2018年はAA級フリスコ・ラフライダーズでプレーし、29試合（先発15試合）に登板して2勝10敗、防御率7.28、92奪三振を記録した。
2019年は開幕をAAA級ナッシュビル・サウンズで迎え、4月19日にメジャー初昇格を果たした。同日のヒューストン・アストロズ戦でメジャーデビュー。この年メジャーでは51試合（先発2試合）に登板して2勝3敗、防御率4.76、62奪三振を記録した。
新型コロナウイルスの感染拡大の影響で60試合の短縮シーズンとなった2020年は、7月3日に感染症検査で陽性反応を示したため開幕には間に合わず、初登板は8月となったが、開幕後は安定した投球を見せ、15試合に登板して1勝1敗、防御率1.84、8奪三振を記録した。
2021年は中継ぎとしてフル回転し、66試合に登板して4勝4敗11ホールド、防御率3.18、42奪三振を記録した。
2022年も55試合に登板したものの、1勝7敗3セーブ7ホールド、防御率4.14と成績は悪化した。
2023年1月13日に肩の手術を受けることが発表され、この年は結局全休となった。シーズン終了後の11月17日にノンテンダーFAとなり退団した。

## 人物
2016年に1型糖尿病と診断され、食事前には自身でインスリンを摂取している。

## 投球スタイル
| 球種         | 割合 | 平均球速 | 平均球速 | 最高球速 | 最高球速 |
| 球種         | %    | mph      | km/h     | mph      | km/h     |
| ------------ | ---- | -------- | -------- | -------- | -------- |
| カーブ       | 36.5 | 82.8     | 133.3    | 96.1     | 154.7    |
| シンカー     | 35.1 | 93.5     | 150.5    | 96.1     | 154.7    |
| スライダー   | 18.1 | 86.8     | 139.7    | 96.1     | 154.7    |
| フォーシーム | 10.3 | 93.5     | 150.5    | 96.1     | 154.7    |

最速96.6mph（約155.5km/h）の速球（フォーシーム、ツーシーム）とカーブのコンビネーションがピッチングの基本だが、時折スライダーも交える。

## 詳細情報

### 年度別投手成績
| 年 度    | 球 団    | 登 板 | 先 発 | 完 投 | 完 封 | 無 四 球 | 勝 利 | 敗 戦 | セ 丨 ブ | ホ 丨 ル ド | 勝 率 | 打 者 | 投 球 回 | 被 安 打 | 被 本 塁 打 | 与 四 球 | 敬 遠 | 与 死 球 | 奪 三 振 | 暴 投 | ボ 丨 ク | 失 点 | 自 責 点 | 防 御 率 | W H I P |
| -------- | -------- | ----- | ----- | ----- | ----- | -------- | ----- | ----- | -------- | ----------- | ----- | ----- | -------- | -------- | ----------- | -------- | ----- | -------- | -------- | ----- | -------- | ----- | -------- | -------- | ------- |
| 2019     | TEX      | 51    | 2     | 0     | 0     | 0        | 2     | 3     | 0        | 5           | .400  | 280   | 62.1     | 72       | 7           | 18       | 2     | 2        | 62       | 3     | 0        | 38    | 33       | 4.76     | 1.44    |
| 2020     | TEX      | 15    | 0     | 0     | 0     | 0        | 1     | 1     | 0        | 2           | .500  | 61    | 14.2     | 8        | 2           | 9        | 0     | 0        | 8        | 1     | 0        | 5     | 3        | 1.84     | 1.16    |
| 2021     | TEX      | 66    | 0     | 0     | 0     | 0        | 4     | 4     | 0        | 11          | .500  | 264   | 62.1     | 67       | 5           | 14       | 4     | 0        | 42       | 4     | 0        | 31    | 22       | 3.18     | 1.30    |
| 2022     | TEX      | 55    | 1     | 0     | 0     | 0        | 1     | 7     | 3        | 7           | .125  | 212   | 50.0     | 50       | 4           | 18       | 3     | 0        | 40       | 7     | 0        | 27    | 23       | 4.14     | 1.36    |
| MLB：4年 | MLB：4年 | 187   | 3     | 0     | 0     | 0        | 8     | 15    | 3        | 25          | .348  | 817   | 189.1    | 197      | 18          | 59       | 9     | 2        | 152      | 15    | 0        | 101   | 81       | 3.85     | 1.35    |

- 2022年度シーズン終了時

### 年度別守備成績
| 年 度 | 球 団 | 投手（P） | 投手（P） | 投手（P） | 投手（P） | 投手（P） | 投手（P） |
| 年 度 | 球 団 | 試 合     | 刺 殺     | 補 殺     | 失 策     | 併 殺     | 守 備 率  |
| ----- | ----- | --------- | --------- | --------- | --------- | --------- | --------- |
| 2019  | TEX   | 51        | 1         | 5         | 0         | 0         | 1.000     |
| 2020  | TEX   | 15        | 1         | 0         | 0         | 0         | 1.000     |
| 2021  | TEX   | 66        | 1         | 10        | 2         | 0         | .846      |
| 2022  | TEX   | 55        | 4         | 7         | 0         | 2         | 1.000     |
| MLB   | MLB   | 187       | 7         | 22        | 2         | 2         | .935      |

- 2022年度シーズン終了時

### 背番号
- 59（2019年 - 2022年）